# Deutsche Gesellschaft für Systemische Soziale Arbeit
Die Deutsche Gesellschaft für Systemische Soziale Arbeit (DGSSA) ist eine wissenschaftlich geprägte und mit der Praxis verbundene Vereinigung zur Förderung der Systemischen Sozialen Arbeit. Sie versteht sich als Fachgesellschaft, die ein Interesse daran hat das systemische Denken über therapeutisch-beraterische Beziehungen hinaus zu nutzen und insgesamt für die Soziale Arbeit fruchtbar zu machen.

## Geschichte und Ziele
Zentraler Anstoß für die Gründung der DGSSA war die Lücke zwischen einem systemischen Angebot an Fortbildungen, das sich am therapeutischen Aufgabenfeld ausrichtete und dem Anspruch der Züricher Schule um Frau Staub-Bernasconi, für die systemische Soziale Arbeit zu sprechen und sich gleichzeitig vehement gegen die systemtheoretisch-konstruktivistischen Ansätze zu wenden.
Als wissenschaftlicher Hintergrund wurden die international anerkannten Systemtheorien zu Grunde gelegt, die auch in der Systemischen Gesellschaft (SG), der Deutschen Gesellschaft für Systemische Therapie, Beratung und Familientherapie (DGSF) und der Deutschen Gesellschaft für systemische Pädagogik (DGsP) gelten.
Der Verein wurde 2006 gegründet. Gründungsmitglieder waren u. a. Hochschullehrer aus Bamberg (W. Hosemann), Freiburg (Björn Kraus), Ludwigshafen (W. Krieger), Mannheim (W. Büschges-Abel) und Wiesbaden (E. Ploil).
Schnell bezogen sich die Aktivitäten auf Tagungen, Veröffentlichungen, die Zertifizierung systemischer Sozialer Arbeit und berufsspezifische Stellungnahmen und Vertretungen. Eine strategische Diskussion war die Therapeutisierung der Sozialen Arbeit und die damit verbundene Frage des Verhältnisses zum Berufsverband der Sozialen Arbeit, dem DBSH. Hier wurde entschieden, dass die DGSSA ein kooperatives Mitglied des DBSH wird. Seitdem können diese Vorteile genutzt werden.

## Aktivitäten
Als Dachorganisation möchte die DGSSA den Diskurs voranbringen. Tagungen und Veranstaltungen werden zu verschiedenen Themen rund um die Systemische Soziale Arbeit an Hochschulen deutschlandweit angeboten. Vorträge und Internetblogs tragen weiter dazu bei. Ebenfalls engagiert sich die DGSSA im Bereich der Weiterbildung als Zertifizierungsorgan.